# Mellesia
Mellesia is een geslacht van kevers uit de familie bladkevers (Chrysomelidae).
De wetenschappelijke naam van het geslacht werd in 1902 gepubliceerd door Julius Weise.

## Soorten
- Mellesia elegans Weise, 1902
- Mellesia gularis Weise, 1912
- Mellesia puncticollis (Weise, 1903)
- Mellesia viridipennis (Laboissiere, 1922)